# Piper villosispicum
Piper villosispicum är en pepparväxtart som beskrevs av William Trelease. Piper villosispicum ingår i släktet Piper och familjen pepparväxter. Inga underarter finns listade i Catalogue of Life.